# Kristanna Loken
Kristanna Loken, egentligen Kristanna Sommer Løken, född 8 oktober 1979 i Ghent i Columbia County, New York, är en amerikansk fotomodell och skådespelerska med norskt och tyskt påbrå.
År 2003 spelade Loken cyborgen T-X i Terminator 3 - Rise of the Machines, och 2005 spelade hon huvudrollen som Rayne i filmen BloodRayne. Loken spelade 2007 "Jane Vasco" i TV-serien Painkiller Jane. 2007–2008 medverkade hon i tio avsnitt av The L word.

## Filmografi (i urval)
- 1997 – Academy boyz
- 1997–1998 – Pensacola: Wings of Gold (TV-serie) (22 avsnitt)
- 2000 – Gangland
- 2001 – Panic
- 2003 – Terminator 3 - Rise of the Machines
- 2004 – Dark Kingdom: The Dragon King
- 2004 – Worn Like a Tattoo
- 2006 – BloodRayne
- 2006 – Lime Salted Love
- 2007 – In the Name of the King: A Dungeon Siege Tale
- 2007 – Painkiller Jane (TV-serie)
- 2007–2008 – The L World (TV-serie) (10 avsnitt)
- 2013 – Bounty Killer
- 2016 – Beyond the Game
- 2024 – Darkness of Man